# نیروگاه برق آبی لاساجور

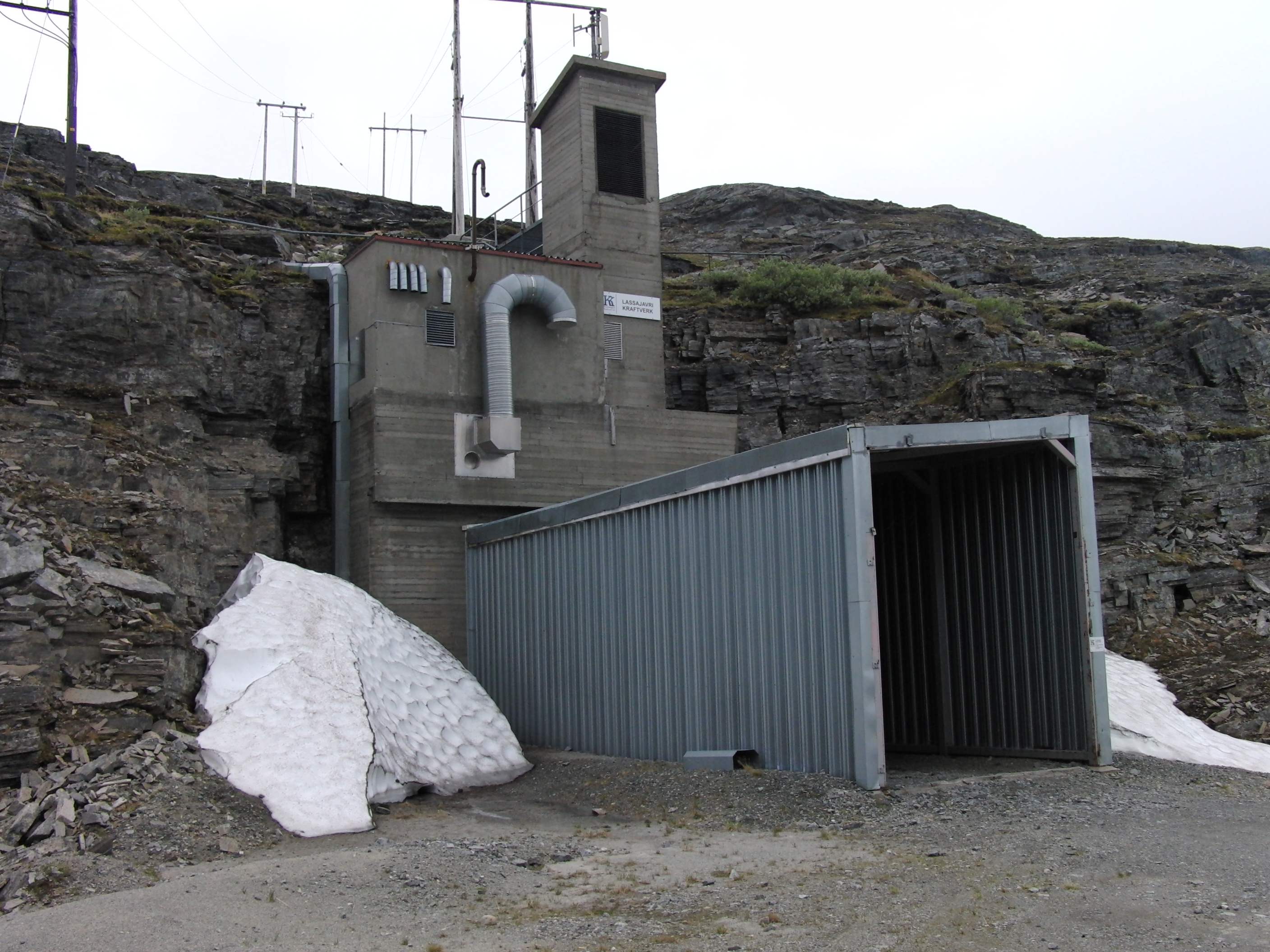
نمایی از نیروگاه برق‌ آبی لاساجور

نیروگاه برق آبی لاساجور (به لاتین: Lassajavre Hydroelectric Power Station) یک نیروگاه برقابی در نروژ است که در Kvænangen واقع شده‌است.